# ガストネ・ネンチーニ
ガストネ・ネンチーニ（Gastone Nencini、1930年3月1日-1980年2月1日）は、イタリア、バルベリーノ・ディ・ムジェッロ出身の元自転車競技選手。

## 経歴
1953年
- ルガーノで開催された世界自転車選手権・アマチュア個人ロードレースにおいて、リック・ファン・ローイらに先着し、2位に入る。
- 同年、レニャーノと契約を結んでプロ転向。

1955年
- ジロ・デ・イタリア 総合3位 & 山岳賞 & 区間2勝（第9、12）

1956年
- ツール・ド・フランスで区間1勝（第22）。

1957年
- ブエルタ・ア・エスパーニャ 総合9位
- ジロ・デ・イタリアでは、ルイゾン・ボベ、エルコーレ・バルディーニらを退けて総合優勝を果たす。
- ツール・ド・フランス 総合6位 & 山岳賞 & 区間3勝（第1、10、18）。
- チャレンジ・デスグランジュ＝コロンボでは3位に入った。
- 同一年のグランツールいずれかを総合優勝した上で全て完走する選手は、2023年のセップ・クスまで66年間現れなかった。

1958年
- ジロ・デ・イタリア　総合5位 & 区間2勝（第10、18）
- ツール・ド・フランス 総合5位 & 区間1勝（第19）

1959年
- ジロ・デ・イタリア　総合10位 & 区間1勝（第9）

1960年
- ジロ・デ・イタリア　総合2位 & 区間2勝（第5、10）
- ツール・ド・フランス
  -  第1ステージ後半を終わった時点でマイヨ・ジョーヌを手中にし、ピレネー越えステージにおいて、フランスのロジェ・リヴィエールと激しく競り合い、この争いはアルプス越えステージまで続く流れかと思われたが、アルプス越え区間を前にして、中央高地が舞台となった第14ステージにおいてリヴィエールが転落事故に遭い、選手生命を絶たれる大怪我を負ってしまったシーンが印象に残る大会となってしまった。リヴィエールがいなくなった第15ステージ以降、替わって追撃していたベルギーのジャン・アドリアンセンをアルプス越えステージで突き放し、最終的には同じイタリアのグラツィアーノ・バッティスティーニに5分2秒の差をつけ、激闘の大会を制覇した。

1965年に引退。